# Drößnitz

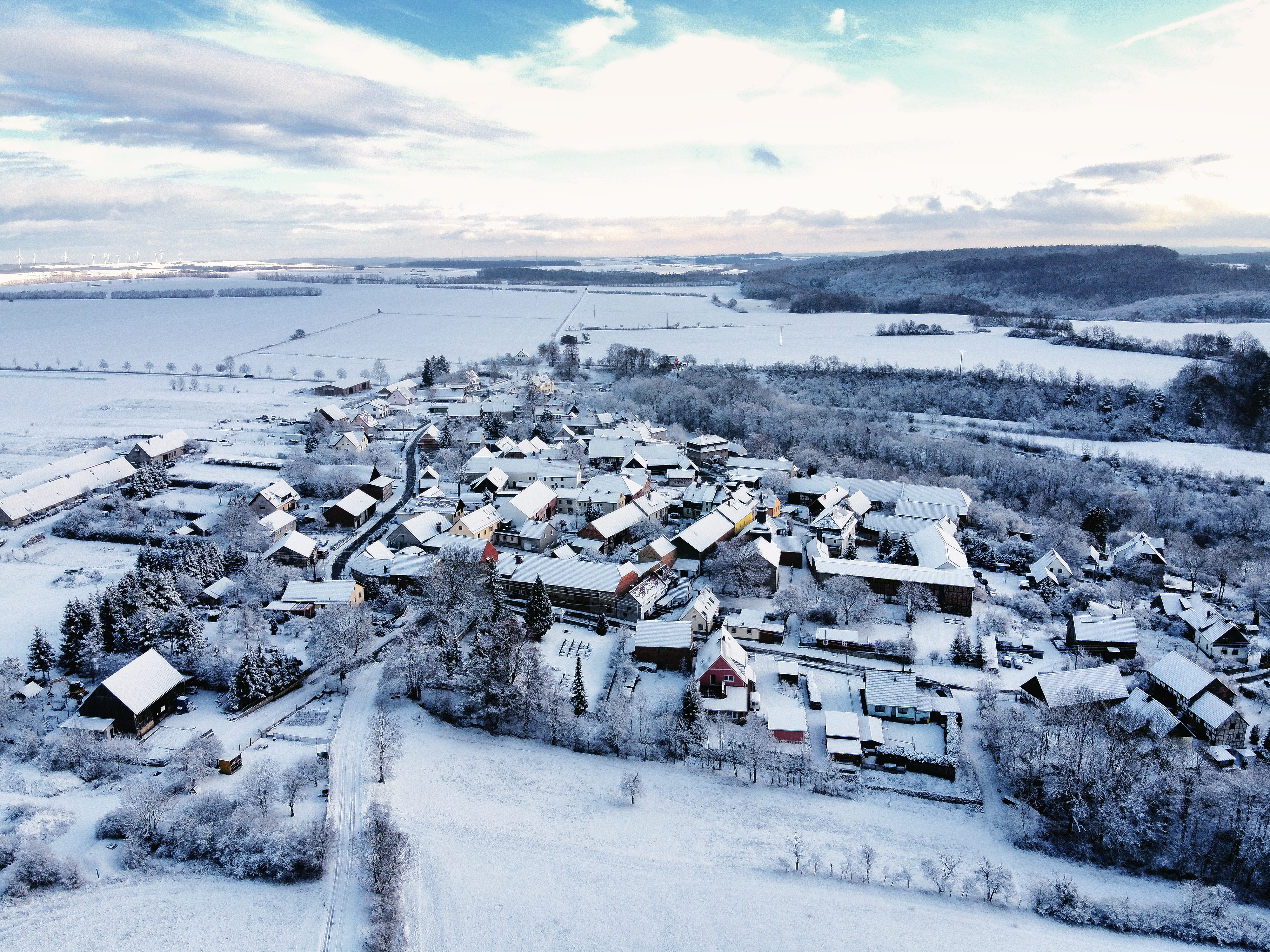
Drößnitz im Winter 2020

Drößnitz ist ein Ortsteil der Stadt Blankenhain im Landkreis Weimarer Land in Thüringen.

## Geschichte
Der Ort wurde erstmals 1350 urkundlich erwähnt. Sein Ortszentrum wird umrissen vom Dorfteich und dem Vereinshaus, dem zentralen Treffpunkt des Dorfes.
Die kulturellen Höhepunkte jeden Jahres stellen das Dorffest im Juli und die traditionelle Kirmes im November dar, aber auch ansonsten engagiert sich die Dorfgemeinschaft in zahlreichen Projekten wie Kinderfesten und diversen sportlichen Aktivitäten.
Am 2. September 1995 wurde Drößnitz nach Blankenhain eingemeindet.
Im Juni 2005 wurden einige Szenen zum Kinofilm Elementarteilchen im alten Pfarrhaus gedreht.

## Persönlichkeiten
- Konrad Bräutigam (* 1924 im Pfarrhaus), Kirchenmusiker und Komponist